# Staudinger (Gesetzeskommentar)
J. von Staudingers Kommentar zum Bürgerlichen Gesetzbuch mit Einführungstext und Nebengesetzen, kurz der Staudinger, ist ein Großkommentar zum Bürgerlichen Gesetzbuch (BGB) und einigen Nebengesetzen. Der Staudinger ist der älteste und vor dem Soergel und dem Münchener Kommentar zum Bürgerlichen Gesetzbuch der ausführlichste Kommentar zum BGB, weswegen er einen hohen Ruf in der rechtswissenschaftlichen Fachwelt genießt.

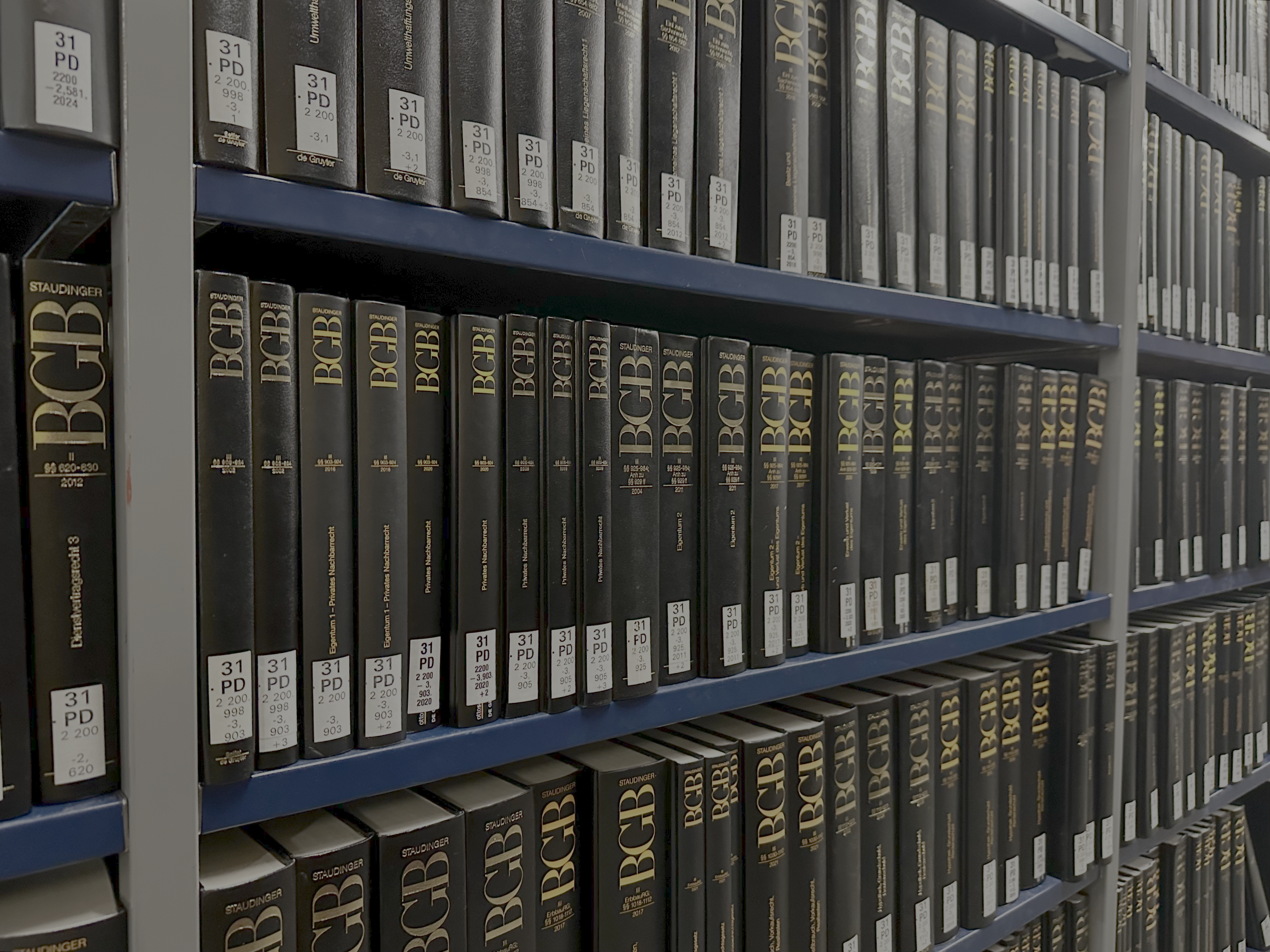
Der Staudinger erstreckt sich mit seinen zahlreichen Bänden über mehrere Regalebenen.

## Geschichte
Initiiert wurde der Kommentar im Jahr 1898, also zwei Jahre vor Inkrafttreten des BGB, von Geheimrat Julius von Staudinger. Die erste Auflage in sechs Bänden wurde 1903 fertiggestellt und vom J. Schweitzer Verlag herausgegeben und wurde in 12 Auflagen aktualisiert. Ab 1981 wurde der Staudinger von der Verlagskooperation J. Schweitzer – Walter de Gruyter herausgegeben. Seit 1993 erscheint er als Gesamtwerk Staudinger in ca. 92 Bänden und mit mehr als 60.000 Seiten bei der Verlagskooperation Dr. Arthur L. Sellier & Co. – Walter de Gruyter & Co.
Die Gesamtausgabe wird heute bei Otto Schmidt – De Gruyter verlegt und umfasst 120 aktuelle Bände mit insgesamt ca. 82.500 Seiten.
Wegen der Ausführlichkeit und der Vielzahl an Informationen dauert es meist mehrere Jahre, bis eine Auflage fertiggestellt ist. So wurde die zwölfte Auflage (44 Bände, 37.000 Seiten) 1973 begonnen und erst 1999 abgeschlossen. Seit 1993 erscheinen keine kompletten Neuauflagen mehr, stattdessen werden einzelne Bände bei Bedarf überarbeitet.
Der Kommentar kann auch über juristische Datenbanken im Volltext genutzt werden. Nachdem er lange sowohl über juris wie auch über Beck-Online genutzt werden konnte, stand der Staudinger von April 2011 an nur über Beck-Online zur Verfügung. Seit Januar 2015 lizenziert der Verlag exklusiv an juris.
Als Ergänzungsband des Staudinger ist außerdem ein einbändiges Lehrbuch Eckpfeiler des Zivilrechts zur Examensvorbereitung  erhältlich.